# Hans-Günther Tuszynski
Hans-Günther Tuszynski (* 13. Februar 1936) ist ein ehemaliger deutscher Fußballtorwart. Für Fortschritt Weißenfels spielte er von 1957 bis 1960 in der DDR-Oberliga, der höchsten Spielklasse im DDR-Fußball.

## Sportliche Laufbahn
Bis 1954 spielte Hans-Günther Tuszynski im Nachwuchsbereich der Betriebssportgemeinschaft (BSG) Turbine Weimar. Im Frühjahr 1954 wurde beim Sportclub der Sporthochschule Leipzig (DHfK) eine Sektion Fußball gegründet, die in zwei Mannschaften talentierte Spieler zu Spitzenfußballern ausbilden sollte. Unter den ausgewählten Spielern war auch der 18-jährige Torwart Tuszynski. Das Fußballprojekt der DHfK dauerte nur ein halbes Jahr, dann wurden beide Mannschaften, die ohne sportliche Qualifikation in die zweitklassige DDR-Liga eingegliedert worden waren, aufgelöst. Die Spieler wurden auf andere Mannschaften verteilt. Tuszynski, der nie in Punktspielen des SC DHfK eingesetzt worden war, wurde nach Weimar zurückgeschickt. Dort war er ab Januar 1955 Torwart der BSG Lokomotive (Nachfolger der BSG Turbine), kam aber auch dort in der DDR-Liga-Mannschaft nicht zum Einsatz. Ab Sommer 1955 musste die BSG Lok in der drittklassigen II. DDR-Liga spielen.
Zur Saison 1957 (Kalenderjahr-Spielzeit) wechselte Tuszynski zum Oberligisten SC Fortschritt Weißenfels, wo ein neuer zweiter Torwart hinter Herbert Jacob benötigt wurde. In seiner ersten Oberligasaison vertrat Tuszynski Jacob in neun von 26 Punktspielen. 1958 und 1959 war Tuszynski mit 23 bzw. 22 Oberligapunktspielen Stammtorwart der Weißenfelser. Am 12. Spieltag der Saison 1960 verletzte sich Tuszynski so schwer, dass er lange ausfiel und nur noch am 20. Spieltag für eine Halbzeit lang eingesetzt wurde. Am Ende der Saison stieg Fortschritt Weißenfels aus der Oberliga ab. Für Tuszynski ergab sich eine Bilanz von 64 Oberliga-Einsätzen.
In der Spielzeit 1961/62 (Rückkehr zur Sommer-Frühjahr-Saison) war Tuszynski als zweiter Torwart bei der Oberligamannschaft von Motor Zwickau vorgesehen, kam aber nur in der Reservemannschaft zum Einsatz. Im Sommer 1962 kehrte er abermals nach Weimar zurück, wo seine ehemalige BSG jetzt als Motor Weimar in der DDR-Liga spielte. Dort bestritt er bis 1967 88 von 146 Ligaspielen, war aber nur in den Spielzeiten 1963/64 und 1965/66 Stammtorwart. 1968 stieg Weimar in die Bezirksliga ab, Tuszynski blieb aber noch bis 1975 bei der BSG Motor. 1971/72 waren die Weimarer noch einmal in der DDR-Liga vertreten, Tuszynski spielte aber nicht mehr in der 1. Mannschaft.